# Provincie Canada
De Provincie Canada was de naam van de vereniging van Boven Canada en Beneden Canada (het moderne Ontario en Quebec) die tussen 1841 en 1867 bestond. Op 1 juli 1867 werd de provincie ontbonden en vormden Ontario en Quebec samen met New Brunswick en Nova Scotia de Dominion of Canada.